# Гоме, Вангу
Вангу Гоме (англ. Wangu Gome; род. 13 февраля 1993, Виндхук) — намибийский футболист, полузащитник.

## Карьера
Воспитанник клуба «Сивик». Несколько лет провёл в ЮАР, где выступал за ряд клубов, включая «Бидвест Витс». В марте 2020 года полузащитник подписал контракт с армянским «Алашкертом».

## Сборная
За сборную Намибии Вангу Гоме дебютировал 1 июня 2014 года в матче против Конго (0:3). Через год хавбек в составе национальной команды победил в Кубке КОСАФА, который проходил в ЮАР

## Достижения

### Национальные
- Победитель Премьер-лиги ЮАР (1): 2016/17.

### Международные
- Обладатель Кубка КОСАФА (1): 2015.